# Muharrem İnce
Muharrem İnce (n. 4 mai 1964, Elmalık⁠(d), Yalova⁠(d), Provincia Yalova, Turcia) este un profesor și politician turc. 
A candidat la președinția Turciei la alegerile prezidențiale din 2018, din partea Partidul Republican al Poporului.